# Kościół św. Katarzyny Aleksandryjskiej w Jaśliskach
Kościół świętej Katarzyny Aleksandryjskiej – rzymskokatolicki kościół parafialny należący do dekanatu Rymanów archidiecezji przemyskiej.

## Historia
Budowa obecnej świątyni została rozpoczęta wmurowaniem kamienia węgielnego w dniu 8 maja 1732 roku, natomiast fundatorem kościoła był biskup przemyski Aleksander Antoni Fredro. Świątynia została konsekrowana w 1756 roku.
Świątynia została zbudowana z kamienia rzecznego oraz cegieł, z kolei dach został zbudowany z drewna. Pierwotnie dach kryty był gontem, a blacha została kupiona tylko pokrycia wieży. Świątynia została wzniesiona na planie krzyża z prezbiterium skierowanym w stronę południową. Prezbiterium oraz nawa były nakryte płaskim stropem.
Pierwszy poważny remont świątyni został wykonany w końcu XIX wieku, została  wtedy położona nowa posadzka oraz został wymieniony sufit. Gruntowna rozbudowa miała miejsce dopiero w latach 1908–1912. Zostały wtedy podniesione mury świątyni, zostały zwiększone okna, została podwyższona wieża o jedną kondygnację. Podczas tej przebudowy drewniane sklepienie zostało zastąpione sklepieniem ceglanym opartym na murach świątyni oraz belce dotykającej bezpośrednio szczytu sklepienia. Jednakże, w czasie tych prac nie uwzględniono wielu czynników zewnętrznych, które przez następne lata wpływały na stan budowli. Na początku lat 60. XX wieku pojawiły się duże pęknięcia w murach, a także zaczęło pękać jedno z przęseł sklepienia. Zaczął również odpadać tynk. W latach 1967–1968 został przeprowadzony kapitalny i bardzo kosztowny remont świątyni. Pieniądze zostały pozyskane między innymi ze sprzedaży sporej części pola parafialnego. W ramach prac remontowych zostały wykonane nowe tynki na zewnątrz i wewnątrz świątyni, została namalowana nowa polichromia oraz zostały zabezpieczone powstałe pęknięcia. W 1993 roku budowla przeszła kolejny remont. W czasie tych prac został wykonany remont dachu, została odnowiona polichromia i zostały wykonane nowe tynki.
Obecnie jest to kościół w stylu późnobarokowym, jednonawowy. Po wschodniej i zachodniej stronie są umieszczone dwie kaplice otwierające się arkadami do prezbiterium. Po stronie wschodniej znajduje się kaplica pod wezwaniem Matki Boskiej Różańcowej, z kolei po stronie zachodniej kaplica nosi wezwanie św. Anny i jest umieszczony w niej obraz św. Tekli.
W centralnej części świątyni jest umieszczony powstały w XVIII wieku (1765 rok), ołtarz główny w stylu późnobarokowym z elementami rokokowymi. W głównej części ołtarza jest umieszczony słynący łaskami obraz przedstawiający Matkę Boską z Dzieciątkiem zwaną Jaśliską siedzącą na tronie.

## Galeria

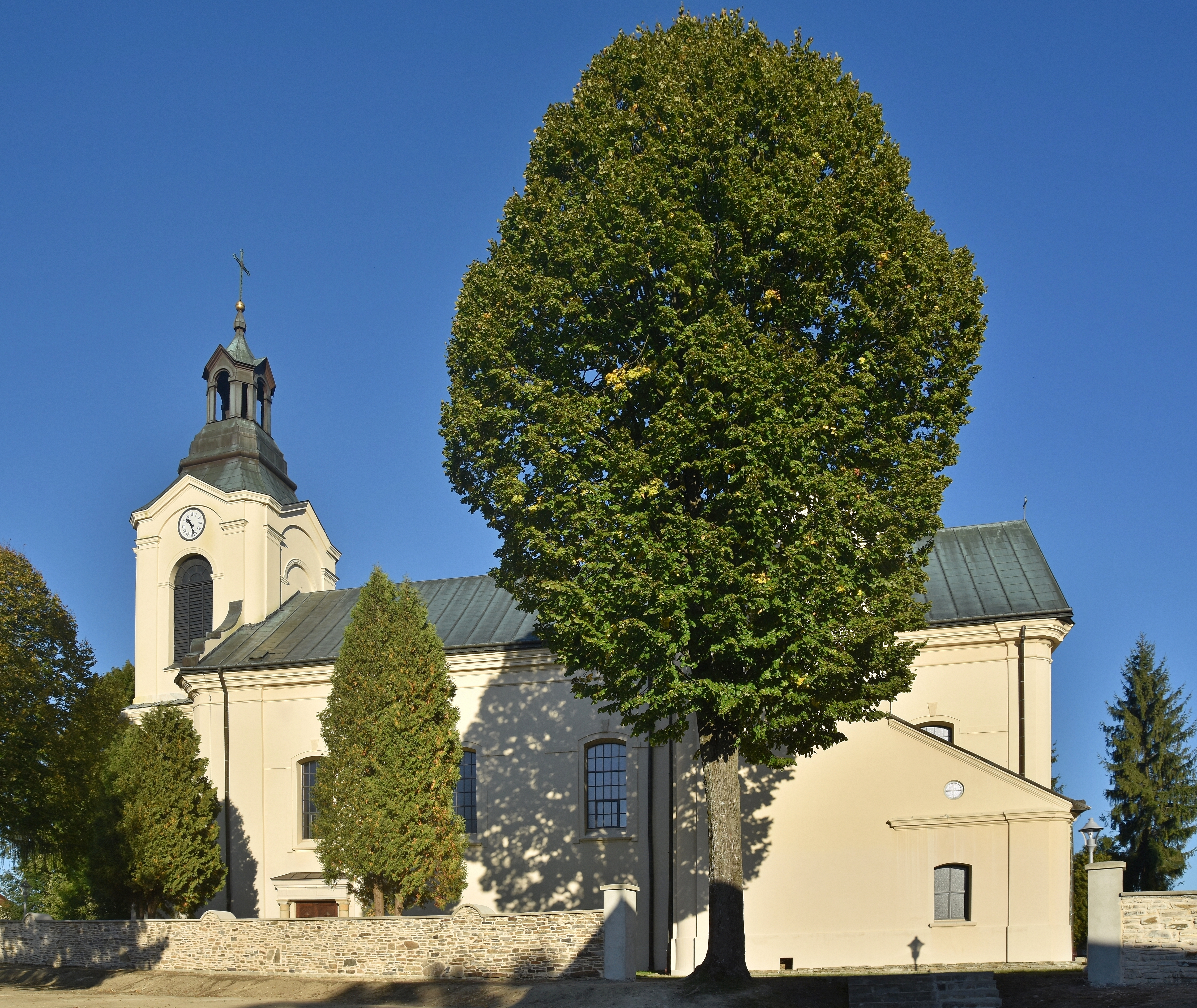
Elewacja boczna
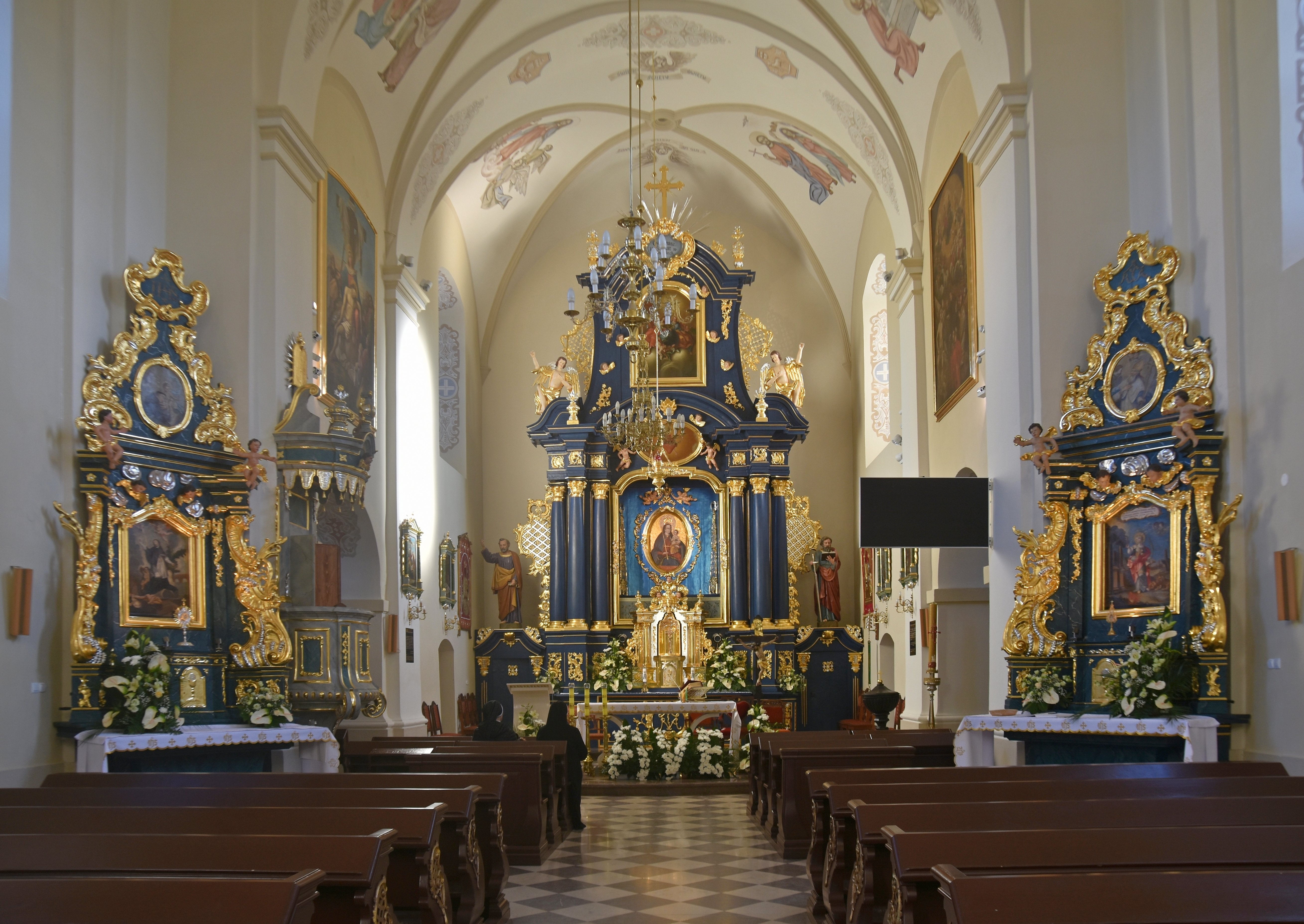
Widok na ołtarz główny
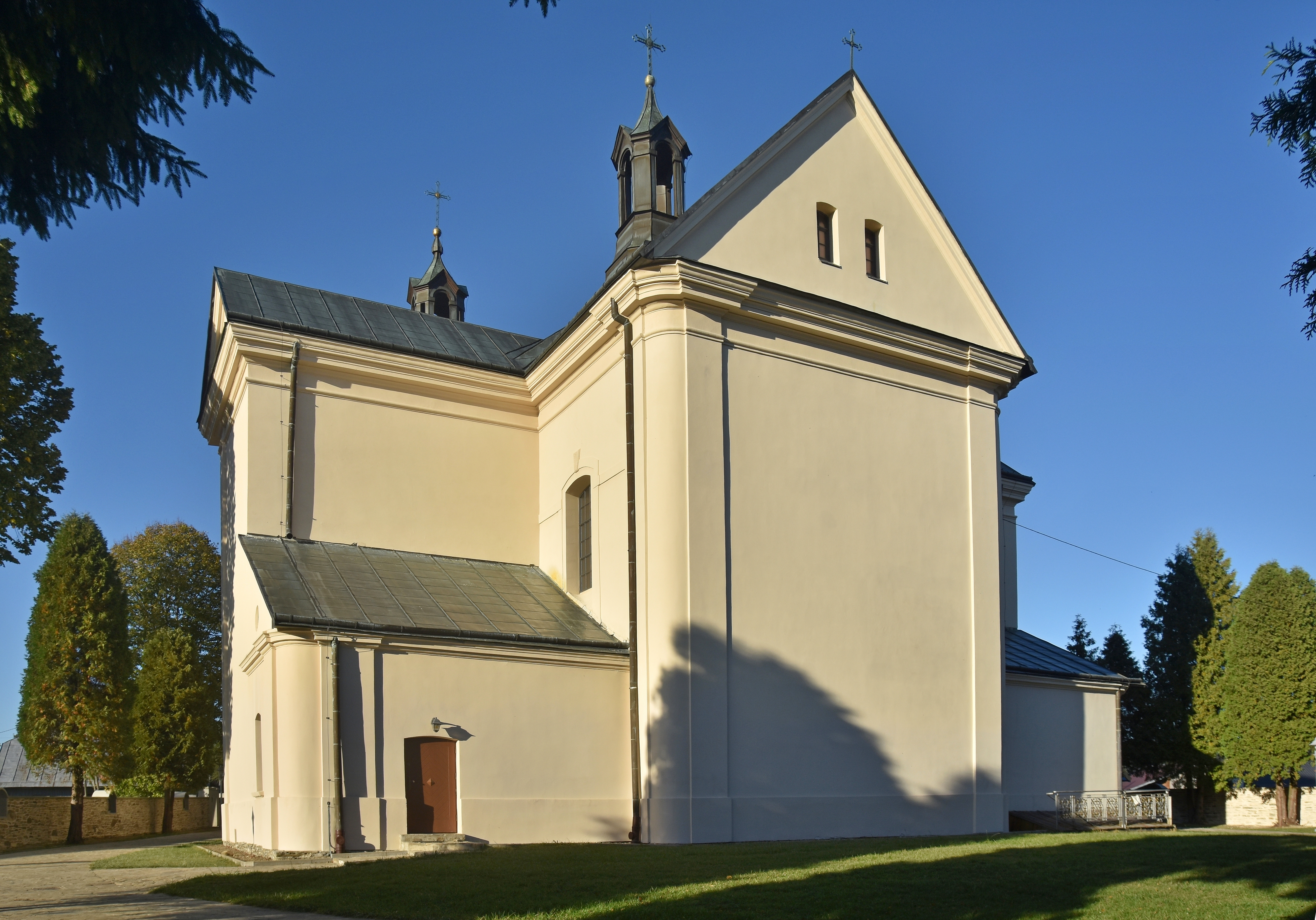
Elewacja tylna
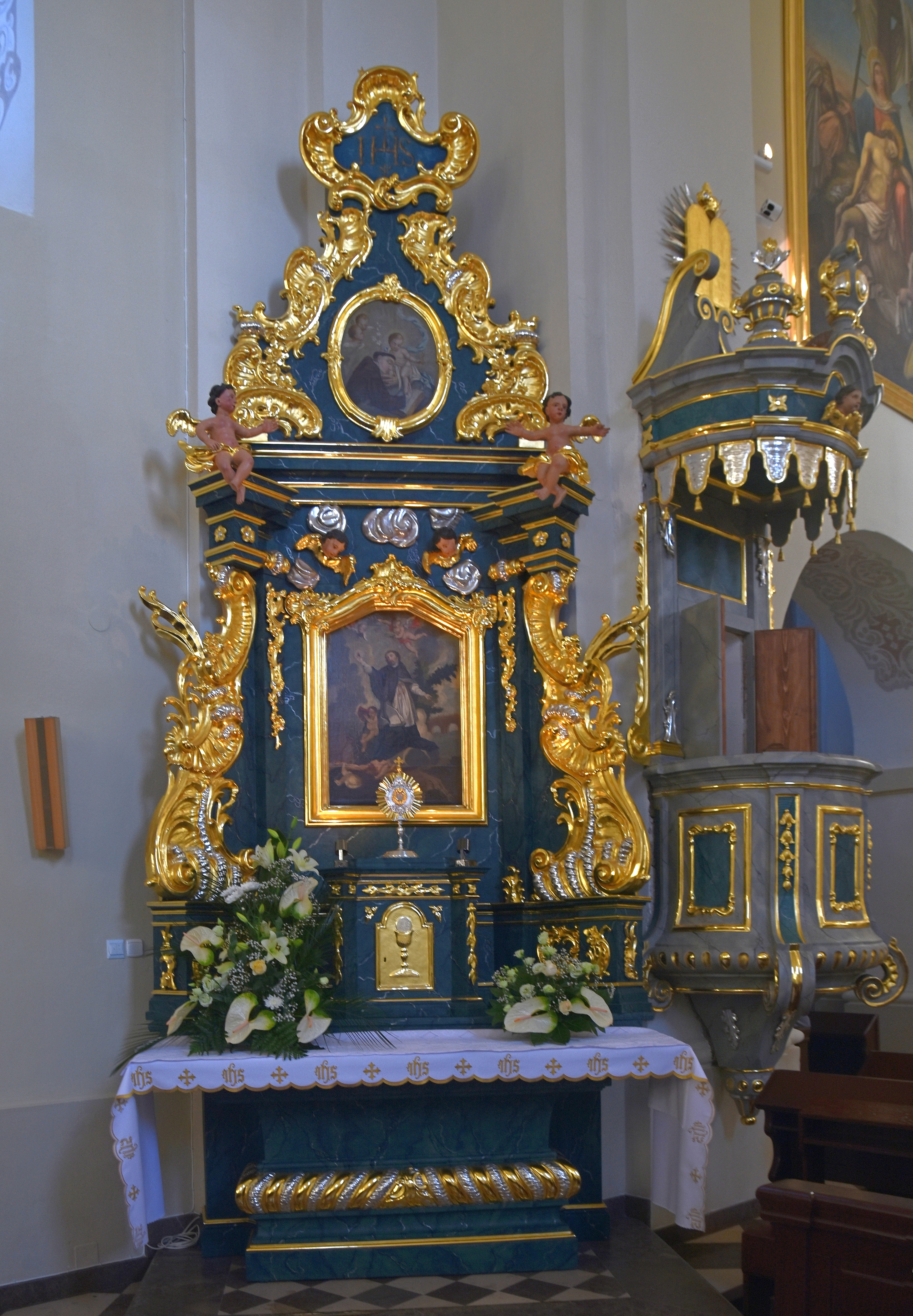
Ołtarz boczny
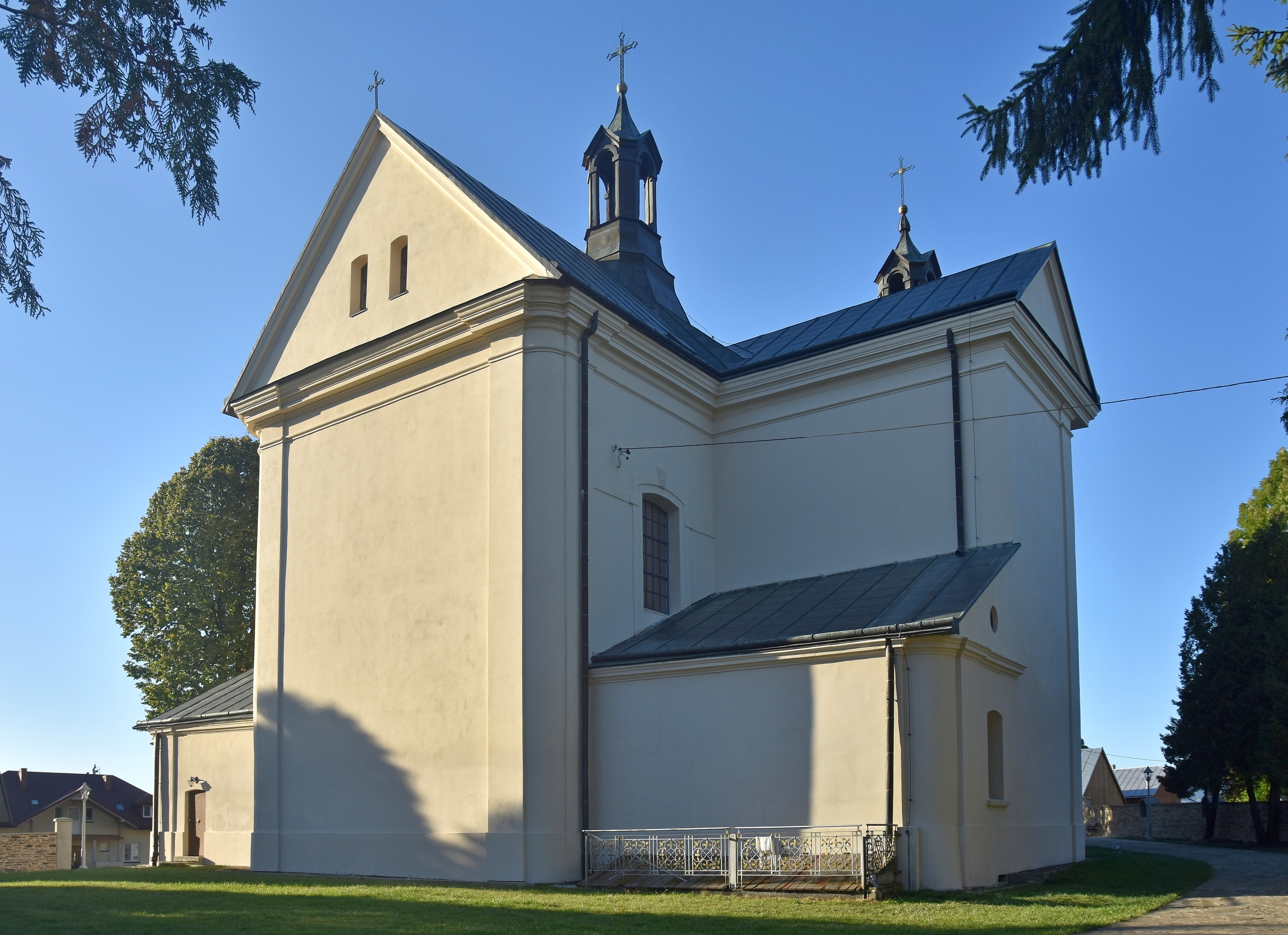
Elewacja boczna
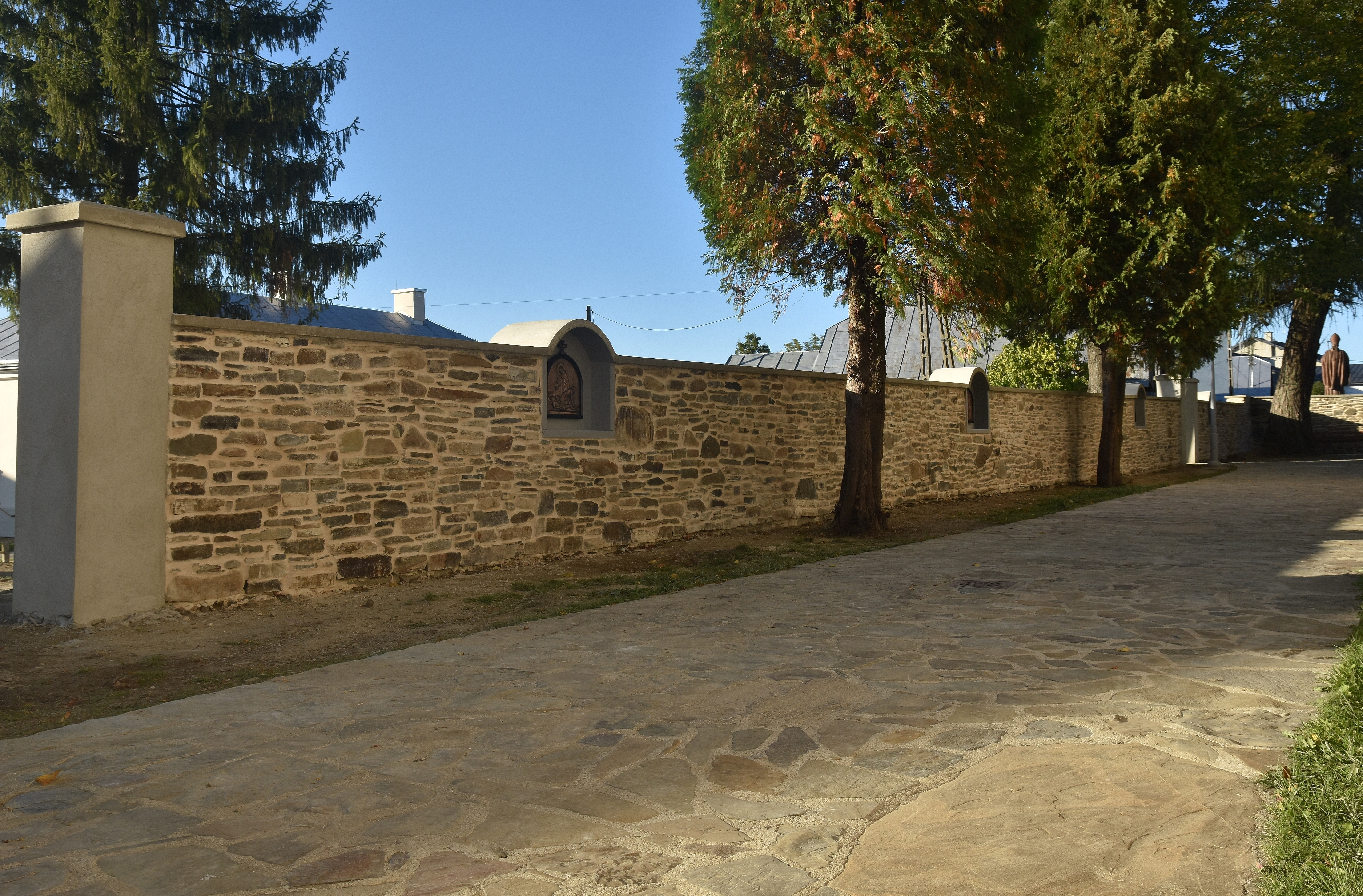
Ogrodzenie